# Eduard Zeller
Eduard Zeller, född 22 januari 1814 i Kleinbottwar (numera en stadsdel i Steinheim an der Murr), död 19 mars 1908 i Stuttgart, var en tysk teolog och filosof.
Zeller blev privatdocent i Tübingen 1840, professor i teologi 1847 i Bern och i Marburg 1849 samt var professor i filosofi i Heidelberg (1862–1872) och i Berlin (1872–1894). Han invaldes som utländsk ledamot av svenska Vetenskapsakademien 1907. Zeller utgick från Friedrich Hegels åsikter och är ett av de främsta exemplen på, hur andan inom dennes skola kunde utveckla det historiska sinnet. Men han var aldrig någon trogen hegelian; redan 1862 fordrade han en återgång till Immanuel Kants kritiska forskningsmetod, och han blev den, som införde termen kunskapsteori, liksom han även försökte uppvisa möjligheten av en på erfarenheten grundad metafysik.
Sin största betydelse hade Zeller emellertid som forskare inom filosofins historia. Die Philosophie der Griechen (1844–1852; femte upplagan i sex band 1879–1909; sjätte upplagan i två band, 1919–1920, utgiven av Wilhelm Nestle) är ett klassiskt arbete, som blev epokgörande för uppfattningen av den antika filosofin. Han hade förberett detta arbete genom Platonische Studien (1839) och sammanfattade i korthet dess huvudinnehåll i Grundriss der Geschichte der griechischen Philosophie (1883; nionde upplagan 1908).
Även till den moderna filosofins historia gav han värdefulla bidrag genom Geschichte der deutschen Philosophie seit Leibniz (1872; andra upplagan 1875), David Friedrich Strauss (1874) och Friedrich der grosse als Philosoph (1886). Bland hans många övriga skrifter kan nämnas Vorträge und Abhandlungen (1865, andra upplagan 1875; "Zweite Sammlung" 1877, "Dritte Sammlung" 1884), Kleine Schriften (utgiven av Otto Leuze, tre band, 1910–1911) och Erinnerungen eines neunzigjährigen (1908).
Zeller räknas till högerhegelianerna.